# Seestichling

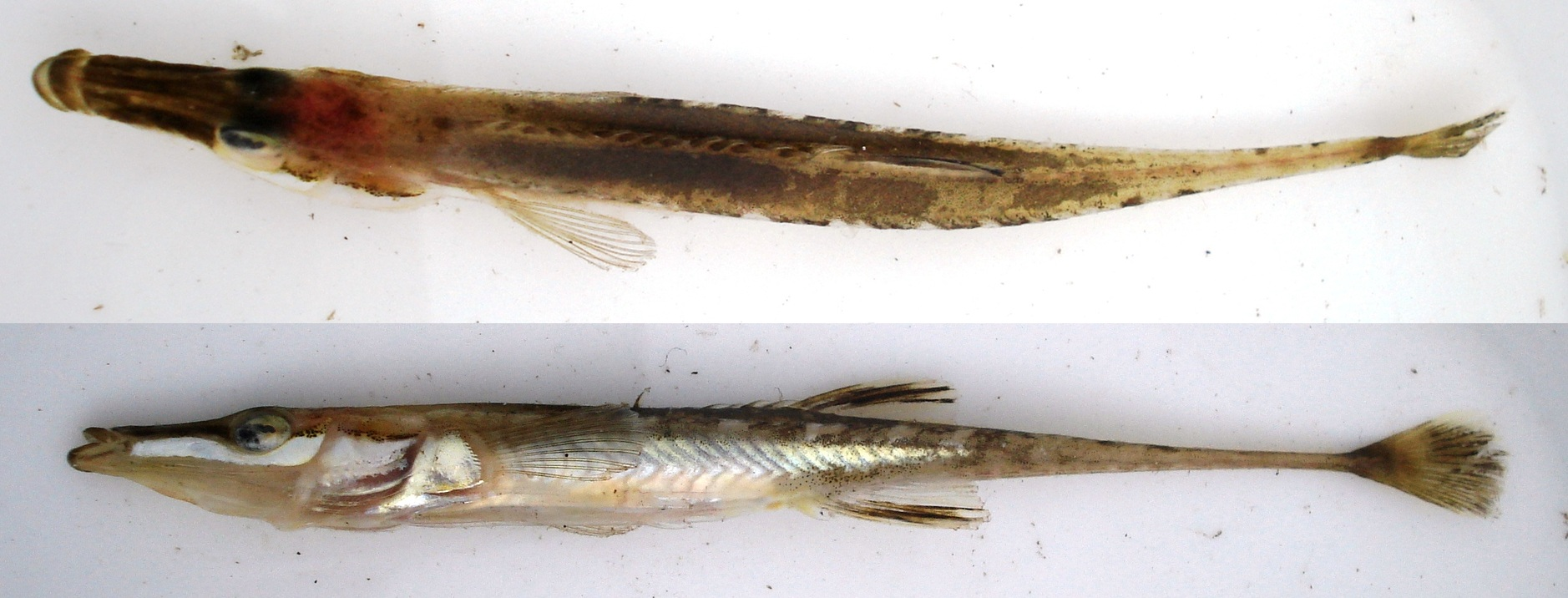
Seestichling (Nahaufnahmen (†))

Der Seestichling (Spinachia spinachia) ist ein ausschließlich im Salzwasser vorkommender Vertreter der Stichlinge.
Die Gattung Spinachia ist monotypisch, das heißt, der Seestichling ist die einzig vertretene Art. Ursprünglich noch von Linnaeus der Gattung Gasterosteus zugeordnet, wurde der Seestichling später von Cuvier in den Rang einer eigenen Gattung erhoben.

## Verbreitung und Lebensraum
Der Seestichling bewohnt die europäischen Küstengebiete vom Nordkap bis zum Golf von Biskaya. In der Ostsee östlich von Bornholm und im Wattenmeer der Nordsee tritt er nur vereinzelt auf.
Bevorzugter Lebensraum sind Tang- und Seegrasregionen bis in etwa zehn Meter Tiefe.

## Merkmale
Innerhalb der Familie Gasterosteidae ist der Seestichling die größte Art, er erreicht eine Standardlänge von 14 bis 20 Zentimeter. Weibliche Tiere sind in der Regel größer als ihre männlichen Artgenossen. Der Körper ist auffallend dünn und langgestreckt. Fünf Kanten verlaufen über der Rückenmitte, den Seiten und seitlich am Bauch und sorgen für einen fünfeckigen Querschnitt. Die gestreckte Gestalt wird durch einen langen Schwanzstiel und einen gleichfalls langen Kopf mit einer nahezu röhrenförmigen Schnauze betont. Die Schnauzenlänge enthält fast zweieinhalbmal den Augendurchmesser. Das Maul ist sehr klein und leicht oberständig. Die Körperseiten sind mit jeweils einer Reihe von etwa 40 bis 42 sehr kleinen Knochenschilden bedeckt. Der Schwanzstiel ist vollständig gepanzert und daher verhältnismäßig steif. Vor der weichstrahligen Rückenflosse trägt der Seestichling 14 bis 17 (meist 15) kleine einklappbare Stacheln. Zuweilen sind die aufeinanderfolgenden Stacheln alternierend nach rechts und links angeordnet. Die Bauchstacheln sind ebenfalls sehr kurz. Die Rücken- und die Afterflosse sind annähernd dreieckig geformt. Familientypisch ist die Färbung recht variabel, sie wird außerdem durch das bewohnte Habitat beeinflusst. In vegetationsreicher Umgebung herrscht eine olive bis bräunliche Grundfärbung vor, mit dunklerem Rücken und hellerem, gelegentlich fast silbernem Bauch. In pflanzenarmen Bereichen ist eine gelbräunliche Grundfärbung vorherrschend. Die Seiten tragen entlang der Seitenlinie ein breites bräunliches Band das an der Schnauze beginnt, waagerecht das Auge durchzieht und bis zur Basis der Schwanzflosse reicht. Die etwas erhabenen Mittelpartien der Seitenschilde heben sich davor als heller Streifen ab. Adulte Männchen wirken durch helle Flecken in der Längsbinde etwas heller als die Weibchen, sie tragen aber im Gegensatz zum Dreistachligem Stichling (Gasterosteus aculetus) und dem Neunstachligem Stichling (Pungitius pungitius) keine ausgeprägte Hochzeitstracht.
Flossenformel: Dorsale 1 XV (XIII–XVII), Dorsale 2 6–7, Anale I/6–7, Caudale 13, Pectorale 10, Ventrale I/1–2

## Verhalten und Lebensweise
Der adult meist einzeln lebende Seestichling ernährt sich von benthischen Kleinkrebsen und anderen Wirbellosen. Zooplankton spielt nur in der Ernährung heranwachsender Jungfische eine Rolle, da erwachsene Tiere das Freiwasser in der Regel meiden. Sein kugelförmiges, etwa fünf bis acht Zentimeter durchmessendes Nest aus Pflanzenteilen befestigt er, während der von Mai bis Juni dauernden Laichzeit, zwischen Algen in einer Tiefe von 50 Zentimeter bis maximal 1 Meter unter der Wasseroberfläche. Obwohl Brutgebiete bevorzugt werden, die auch während der Ebbe über einen hinreichenden Wasserstand verfügen, überstehen die Gelege auch ein zeitweiliges Trockenfallen. Die Vatertiere kehren bei steigendem Wasser wieder zu ihren Nestern zurück. Der Nachwuchs ist sehr schnellwüchsig und bereits im folgenden Frühjahr fortpflanzungsfähig. Das Fortpflanzungsverhalten des Seestichlings ist archaischer als das seiner Verwandten aus den Gattungen Gasterosteus und Pungitius. Das Nest ist von einfacherer Struktur und erfährt während der Brut keine weiteren Umbauten, wie es bei anderen Stichlingsarten beobachtbar ist. Auch die Balz ist weniger komplex und wird anscheinend noch durch das beiden Geschlechtern fehlende Brautkleid erschwert, da potentielle Paarungspartner schwieriger zu erkennen sind. Ihr Brutrevier bewachende Männchen attackieren zunächst alle sich nähernden Artgenossen, laichwillige Weibchen verharren daraufhin aber passiv und werden wahrscheinlich so als potentielle Partnerin erkannt. Die Annäherung an das Nest erfolgt zügig und ohne aufwendige Rituale. Dort angekommen deutet das männliche Tier mit seiner Schnauze auf den Zugang. Befindet sich das Weibchen dann im Nest, löst das Männchen durch Bisse in den herausragenden Schwanzstiel die Eiablage aus. Diese Bisse sind bei den anderen Stichlingsarten deutlich reduziert und werden nur noch als harmlose Stubser ausgeführt.
Im Vergleich zu anderen Stichlingsarten ist der Seestichling weniger gut erforscht unter anderem, weil er im Aquarium deutlich schwieriger zu vermehren ist. Die Art ist wahrscheinlich recht kurzlebig und soll ein Alter von zwei Jahren erreichen.